# Алискам
Алиска̀м (на френски: Les Alyscamps) е некропол в град Арл, Франция.
Използван активно през Римската епоха, но също и през Средновековието, некрополът се ползва с широка известност и е споменаван от автори като Лудовико Ариосто и Данте Алигиери. В него са запазени множество погребални паметници, от отделни саркофази до усложнени паметници.
През 1981 година Алискам е включен в Списъка на световното наследство като част от обекта Римски и романски паметници в Арл.